# Штирнштедт, Марика
Марика Штирнштедт (швед. Marika Stiernstedt, полное имя Maria (Marika) Sofia Alexandra Stiernstedt; 1875—1954) — шведская художница и писательница.

## Биография
Родилась 12 января 1875 года в Стокгольме в католической семье аристократического происхождения: её отец Леонард Вильгельм Штирнштедт был бароном, а её мать — Мария Полина Виктория Цехановецка была польской графиней. Являлась сестрой Георга Стьернштедта и племянницей Софи Стьернштедт.
В юном возрасте Марика увлекалась акварельной живописью и карикатурным рисунком, некоторые из её работ можно найти в мемуарах «Adjö min gröna ungdom», опубликованных в 1930 году. Во время пребывания в Париже в 1907 году она познакомилась с художником и графиком Жюлем Паскином, которого впечатлили её небольшие цветные рисунки.
Несмотря на то, что Марика Штирнштедт происходила из аристократической среды, она была социалисткой и в своих трудах в качестве писателя, она отдавала дань уважения женщинам из среднего класса, которые также могут иметь достойное образование и что-то делать. Её первые книги — романы «Stackars Jose» (1892) и «Sven Vingedal», были опубликованы под псевдонимом Mark Stern. Самыми известными романами Марики Штирнштедт считаются: «Fröken Liwin» и «Spegling i en skärva», а также подборка рассказов «Bland människor», книга о молодёжи «Ullabella» и книга-портрет «Mest sanning». Также известны её мемуары «Mitt och de mina» и «Adjö min gröna ungdom». Опубликовала различные рассказы о путешествиях, писала газетные статьи.
Марика Штирнштедт вместе с Карлом Брантингом была одной из первых, кто узнал о геноциде армян в Османской империи и сообщила о нём в своей книге «Armeniernas fruktansvärda läge» (1917). Во время Первой мировой войны она была антивоенным автором писателем, во время Второй мировой войны она писала антинацистскую литературу.
Штирнштедт был председателем Ассоциации шведских писателей в 1931—1936 и 1940—1943 годах. С 1918 года являлась членом общества Samfundet De Nio, с 1936 года и до конца жизни была его секретарём.
Умерла 25 октября 1954 года в Финье. Похоронена на кладбище Vikens kyrkogård на берегу пролива Эресунн.

### Личная жизнь
В своем первом браке в 1900—1906 годах Марика Штирнштедт была замужем за «летающим бароном» Карлом Седерстрёмом, получившем такое прозвище потому, что был увлечён аэропланами и стал пионером авиации. В этом браке родилась дочь Лена Седерстрём, ставшая актрисой.
Во втором браке в 1909—1936 годах Марика была замужем за писателем Людвигом Нордстрёмом. Их брачный союз вызвал большой интерес у современников и описан в книге «Kring ett äktenskap» («Вокруг брака»).